# Olga Panarina
Olga Panarina (ros. Ольга Панарина, biał. Вольга Панарына, Wolha Panaryna, ur. 16 września 1985 w Charkowie) – białoruska kolarka torowa pochodzenia ukraińskiego, czterokrotna medalistka mistrzostw świata i dwukrotna mistrzyni Europy.

## Karirea
Z powodzeniem startuje w sprincie i keirinie. Największymi jej osiągnięciami jest złoty i srebrny medal mistrzostw świata w 2011 roku. Zdobyła również dwa brązowe medale w mistrzostwach świata (2010) i mistrzostwo Europy elite w keirinie w Pruszkowie w 2010 roku.